# انتقام (کتاب)

انتقام نام یک کتاب ادبی است که توسط لئو تولستوی، نویسندهٔ اهل روسیه نوشته شده‌است. این کتاب یکی از آثار مشهور ادبی جهان است.